# Robert S. Sinn
Robert S. Sinn est un inventeur et entrepreneur américain, fondateur et président en 1960 d'Ultronics Systems, une société de haute-technologie américainequi a joué un rôle important dans l'Histoire de l'information financière en direct en inventant les premiers systèmes électroniques de transaction et de diffusion de cours.

## Biographie
Diplômé de l'Université de Pennsylvanie en 1952, il entre comme ingénieur chez RCA, à Camden, dans le New Jersey, pour travailler sur les premiers produits utilisant des technologies digitales, avec pour mission de bâtir un ordinateur programmable et digital pour l'US Army. Il est en particulier chargé de mettre au point une machine capable de transcrire sur des bandes magnétiques le contenu des cartes perforées d'un ordinateur de gestion IBM.
En août 1960, Robert S. Sinn se voit proposer par son courtier Leonard Klorfine un
prospectus sur Scantlin Electronics, la société que vient de créer Jack Scantlin, qui a développé le Quotron avec succès, après l'avoir lancé en 1960 et entre[Qui ?] en Bourse. Sa machine permet de graver en temps réel des cours de bourse sur des bandes magnétiques.
À la fin 1961 près de 800 bureaux de courtiers utilisent le Quotron, installé sur 2 500 postes de travail. Enregistrés, les cours peuvent être transmis dans les principales villes américaines.
Robert S. Sinn propose de remédier aux désavantages du système mis en place par Jack Scantlin en créant sa propre société, Ultronics Systems, qui veut faire mieux en donnant aussi des historiques de cours, stockés sur une disquette magnétique. Il lève 22 500 dollars auprès de fonds de capital-risque au prix de 10 cents par action, et investit lui-même 5 000 dollars, tout comme son ami ingénieur Sam Azeez, cinq autres amis apportant chacun 500 dollars.